# Câmera de vídeo

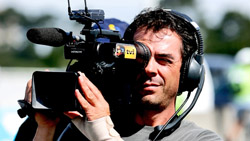
Uma pessoa usando uma câmera de vídeo.

Câmera de vídeo, filmadora (português brasileiro) ou câmara de vídeo (português europeu), é um dispositivo dotado de mecanismos que captura imagens em tempo real. Diferentemente da câmera fotográfica, a câmera de vídeo é capaz de registrar movimentos, trazendo assim uma maior dinâmica ao resultado final da produção.

## Película

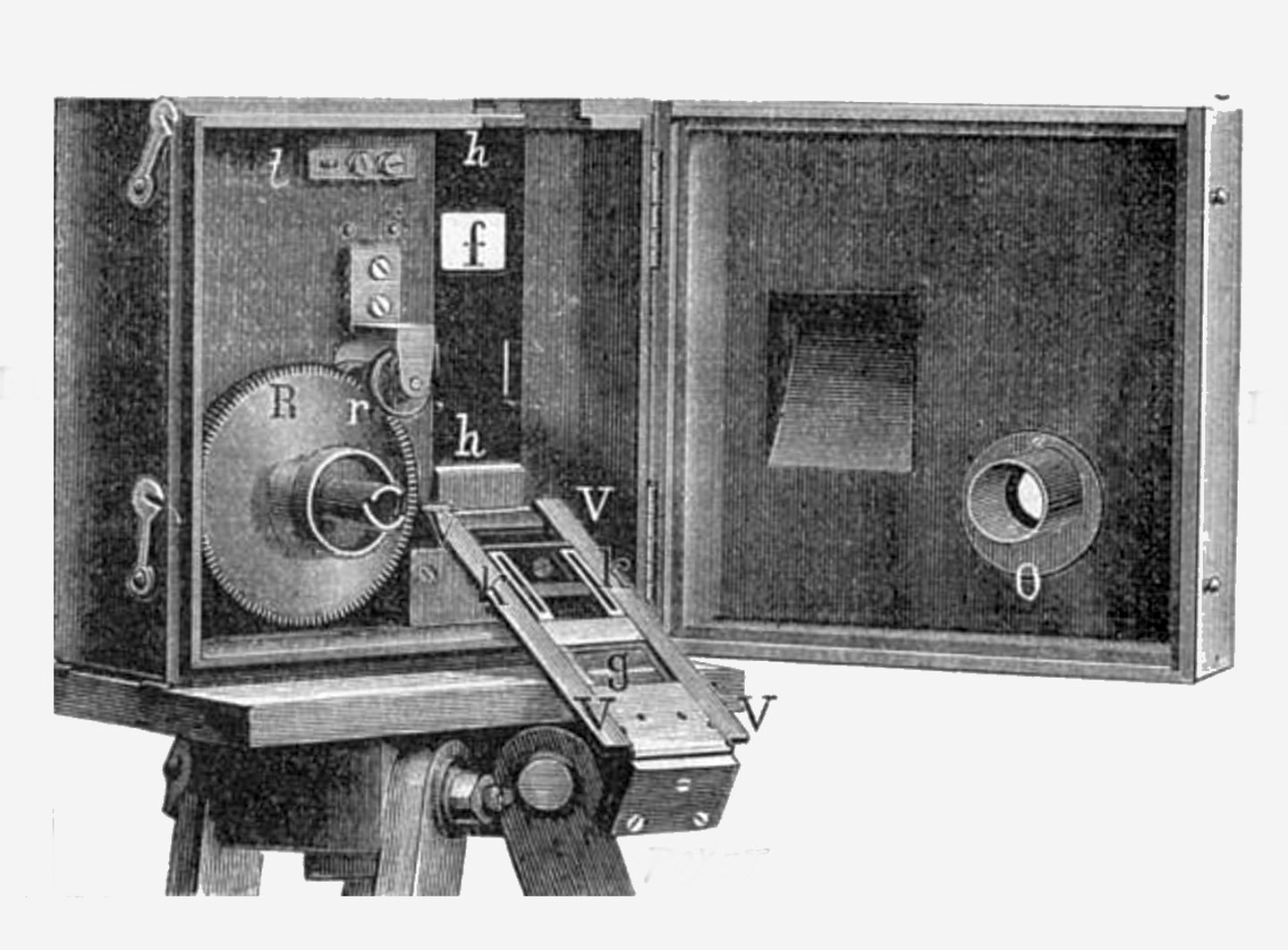
Estrutura por dentro do Cinematógrafo dos irmãos Lumière.

Em 1890 Etienne-Jules Marey inventou o "fuzil fotográfico",  um instrumento composto por um disco com orifícios capaz de captar uma imagem a cada passagem, a uma velocidade de doze frames por segundo, todos registados numa única imagem. Em 1889, o assistente de Thomas Edison, William Dickson, inventou um sistema de engrenagem para uma tira de 15m de película de celulóide. O cinetoscópio de Edison, patenteado em 1891, permitia a observação através de um furo, e foi o precursor de todos os subsequentes aparelhos de filmar, passando a largura do seu filme para 35mm a ser considerada internacionalmente.
No dia 22 de março de 1895, organizaram um evento nas dependências da Sociedade Francesa em que projetaram para uma pequena plateia o filme "A Saída dos Operários da Fábrica Lumière". Apesar de ser uma curta apresentação de sessenta segundos, a primeira "produção cinematográfica" dos irmãos foi seguidamente exibida em diversas reuniões públicas, até chegar ao grande público em dezembro daquele mesmo ano. Ainda hoje, alguns dos exemplares dos primeiros cinematógrafos se encontram muito bem alojados no Instituto Lumière, localizado na cidade de Lyon, França. Segundo o curador desse inestimável material histórico, o cinematógrafo dos irmãos se encontra em perfeito estado de conservação e uso. Entretanto, os responsáveis pelo material preferem deixá-los intactos por causa de seu valor incalculável.

### ARRI

Arriflex35.

A ARRI (Arnold e Richter Cine Technik), é uma empresa alemã fundada em 1917, em Munique. Ela projeta e fabrica equipamentos profissionais para o audiovisual, focando na indústria cinematográfica. A primeira câmera da ARRI surgiu em 1924, nomeada de Kinari 35. Onze anos depois, em 1937, Erich Kästner projeta o sistema reflex, lançado 
na Arriflex 35. A Câmera gravava em 35mm, era leve, então permitia mais mobilidade e também fazia até 80 fps (número que dependia de uma unidade de alta velocidade), contando com três lentes. Tudo isso junto ao inédito sistema reflex, que permitia que o operador de câmera visse no viewfinder exatamente o que estava sendo gravado.
As tecnologias e inovações contínuas da ARRI foram reconhecidas pela Academia de Artes e Ciências Cinematográficas, ganhando 18 Prêmios Científicos e de Engenharia.
Em 2010, a ARRI lança um sistema de câmeras digitais, a Arri Alexa. Foi a marca de transição da Arri para a cinematografia digital após pequenos esforços anteriores, como o Arriflex D-20 e D-21. Possui modularidade, PL mount lenses, um sensor CMOS de tamanho Super 35 (2K), gravando até 2880 × 2160 de resolução, ela, assim como a Alexa 65, suporta dados em propriedades de vídeos não comprimido ou raw.
A Alexa 65 (6K) foi anunciada em 2014, é uma câmera digital de 65 milímetros, possuí uma resolução de até 6560 x 3102 e está disponível só para locação, como as da concorrente Panavision. 

### Mitchell
A Mitchell Camera Corporation foi fundada em 1919 pelos americanos Henry Boeger e George Alfred Mitchell como o National Motion Picture Repair Co. Sua primeira câmera foi projetada e patenteada por John E. Leonard em 1917, a partir de 1920, conhecido como Mitchell Standard. As características incluíram um obturador variável de engrenagem planetária.
Mitchell forneceu movimentos intermitentes da câmera para a câmera Three-Strip da Technicolor (1932), e tais movimentos para conversões de 65mm e VistaVision dos outros antes de fazer câmeras completas de 65mm e VistaVision (normal e alta velocidade).
Mitchell também criou um projetor de placa de fundo com uma placa de arco de carbono que estava sincronizado com a câmera de filme. Um dos primeiros MPRPPs (Mitchell Pin Registered Process Projector) foi usado em Gone with the Wind . Projetores de fundo de duas e três cabeças evoluíram para os efeitos do VistaVision.

#### Modelos
- Mitchell Câmera padrão de 35mm - A câmera de estúdio original Mitchell, registrada em pinos, introduzida em 1920 como uma câmera de filme silencioso manivela.

- Mitchell FC 70mm Fox Grandeur camera - Introduzido em 1929, esta câmera foi uma tentativa widescreen precoce.
- Mitchell GC - Introduzido em 1940 e com base no modelo padrão, mas sem os efeitos especiais do estúdio.
- Mitchell NC / BNC ("Newsreel Camera" / "Blimped Newsreel Camera") - Modelo melhorado projetado para gravação de som de produção, introduzido em 1932, esta câmera tornou-se o padrão de facto para Hollywood Production durante a maior parte do século.
- Mitchell SS - Câmera de sistema único - Usada principalmente pelas unidades do Corpo de Sinal do Exército dos EUA durante a Segunda Guerra Mundial.
- Câmera Mitchell VistaVision - Câmera de produção para gravação de som usando o processo VistaVision da Paramount foi usada por George Lucas em Star Wars por seu negativo maior, evitando disparos de efeitos especiais de 65 mil milhões de dólares.
- Mitchell FC / BFC ("Fox Camera" / "Blimped Fox Camera") - Não deve ser confundido com a câmera 1929 Mitchell FC Fox 70mm Grandeur original, esta é uma versão atualizada de 65mm do NC e BNC de 35mm.
- Câmera Mitchell R35: uma câmera de reflexo com suporte de encaixe, mão-fixável e tripé com 35mm com várias posições de montagem de revista e um sãquim de som disponível.
- Câmera Mitchell 16 - uma câmera de 16 mm registrada por pin com a versatilidade do padrão e a alta velocidade do GC
- Câmera Mitchell R16: uma câmera de reflexo de 16mm com registro de pinos que era relativamente silenciosa e estava disponível em modelos de sistema duplo. O modelo de sistema duplo simplesmente eliminou o sistema de acionamento da roda dentada inferior, reduzindo assim a complexidade da engrenagem interna e diminuindo a assinatura de ruído acústico da câmera.

Certos modelos foram copiados, no todo ou em parte, pela URSS, principalmente modelos destinados a filmar a animação ou a placas de processo de efeitos especiais, ou a filmagens de alta velocidade. Em alguns casos, a URSS adicionou focagem e reflexão do espelho giratório, eliminando assim o mecanismo de focagem do rack de Mitchell e o visor lateral projetado pelo Mitchell.

### Panavision

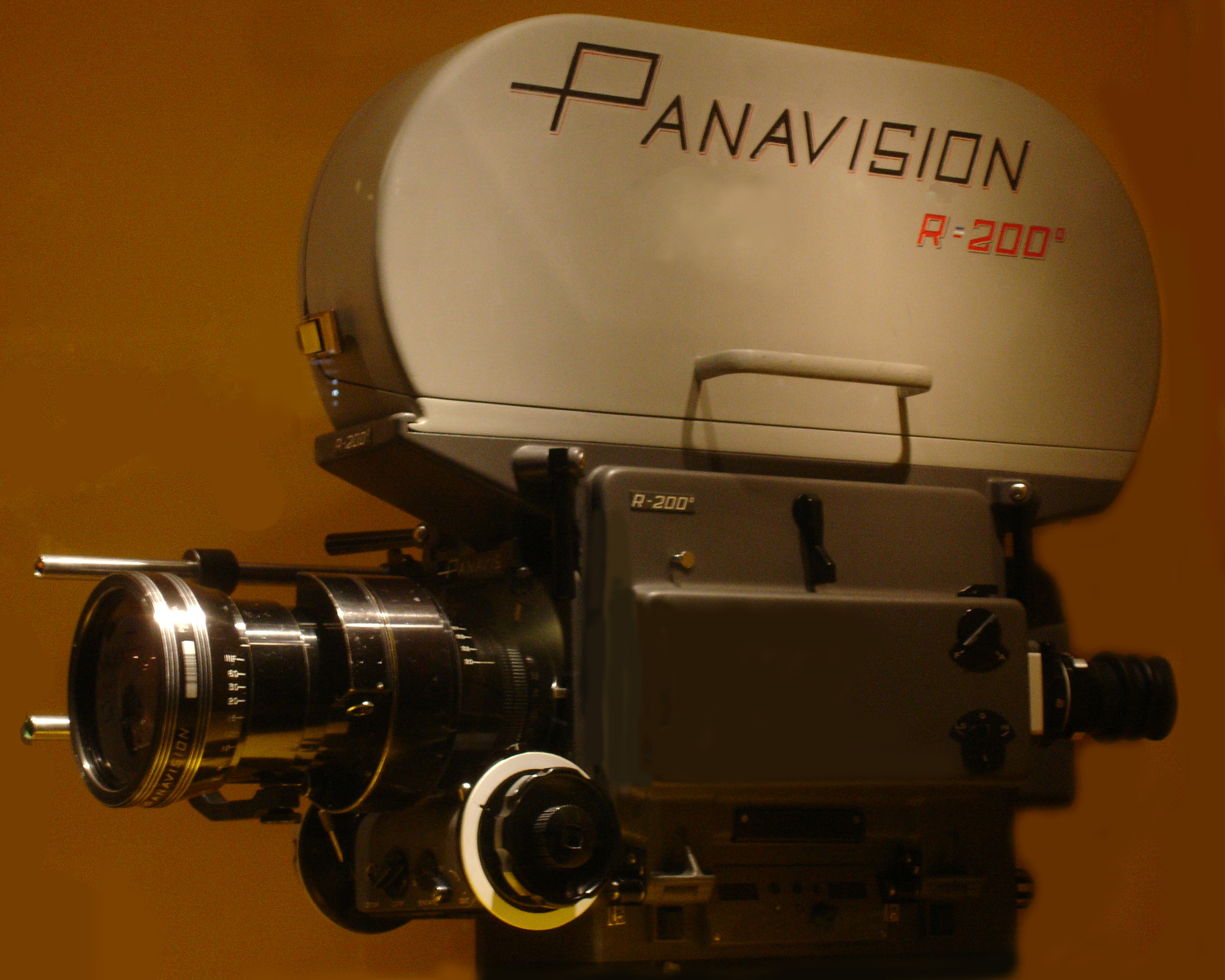
Panavison SILENT REFLEX

Com o advento da televisão nos anos 50, a Panavision foi formada por Robert Gottschalk, como uma pequena sociedade para criar lentes de projeção anamórfica. Com o intuito de resolver o problema mais urgente do cinema na época. Aumentar o aspecto da tela das salas de cinema, para atrair mais público. Essas lentes de projeção anamórficas, com projeção wide-screen, eram caras, difíceis de usar e com um pequeno estoque.
Em 1975, já introduzida no mercado como uma companhia que desenvolvia câmeras e lentes, a Panavision lançou sua mais inovadora câmera, a Panaflex Lightweight. A Panavision Lightweight usava película de 35mm e era inovadora, pelo fato de que era leve, se comparada a outras câmeras de película, e era perfeita pra trabalhar num steadicam. 
Alguns se perguntaram, se com a chegada da tecnologia digital, a Panavision ficaria pra trás. Pra mostrar seu comprometimento com a inovação e suprir a demanda da comunidade, a Panavision, em parceria com a Sony, elevou o nível do vídeo de alta definição, aos padrões da tela de cinema e da película. A pedido de George Lucas, a Sony e a Panavision, desenvolveram a HD900, sendo utilizada pela primeira vez em Star Wars episódio I. Além disso, a HD900, foi equipada com um mount de lentes específicos para câmeras digitais, o mount das Panavision Primo digital lenses. 
Essa câmera serviu de inspiração pra outros lançamentos, como a Panavision Genesis HD, e a mais nova Millenium digital XL, que carrega um sensor de 8K, é a primeira a captar o real 4K anamórfico com a quantidade de 21 megapixels. Essa câmera é otimizada para as lentes de grande formato da Panavision, como as famosas Ultra 70 e as novas Primo 70, com motor de foco wireless.

### Câmeras Mini DV são porta de entrada para vídeo digital
As câmeras Mini DV produzem imagens no padrão MPEG, que podem ser facilmente transferidas para o computador via porta USB ou FireWire para edição e adição de efeitos, funcionam no sistema NTSC e possuem tela de LCD além do visor convencional a cores.
As primeiras câmeras gravam apenas no formato 720x480 como por exemplo a Panasonic AGDVC7 ou a compacta JVC GR-D850UB já outras além desse formato gravam também em 1920x1080 como por exemplo a Sony MC1000. As fitas têm 6,5 cm de largura por 4,5 cm de comprimento e 1,1 cm de espessura. Elas podem armazenar 60 min no modo padrão SP e 90 min no estendido LP e com qualidade digital.
Você pode visualizar as cenas que vai filmar utilizando o visor de LCD ou o visor convencional, conhecido como viewfinder. O painel de LCD da Sony MC1000 é sensível ao toque e por ele você acessa todas as funções e o menu da filmadora. É a maneira mais prática de navegar pelo menu e fazer suas configurações de filmagem. Nas outras câmeras, a navegação pelos botões é um pouco mais demorada e necessita mais tempo de adaptação.
Um ponto comum às câmeras compactas é a necessidade de um braço firme e um bom fôlego para evitar que as imagens saiam tremidas, efeito amenizado pelas câmeras maiores, que permitem apoiar a parte traseira no ombro, para minimizar a distorção algumas filmadoras possuem sistema digital de estabilização de imagem, funciona bem para pequenos movimentos, mas não faz milagres.
Acertos como balanço de branco (luz do sol, sombra, luz fluorescente etc.), filmagem sob pouca ou nenhuma luz ou ainda compensação de luz de fundo (de acordo com o objeto principal da filmagem) são alguns dos recursos que as câmeras Mini DV possuem para melhorar as imagens.
VHS

## A chegada e o desenvolvimento do VHS

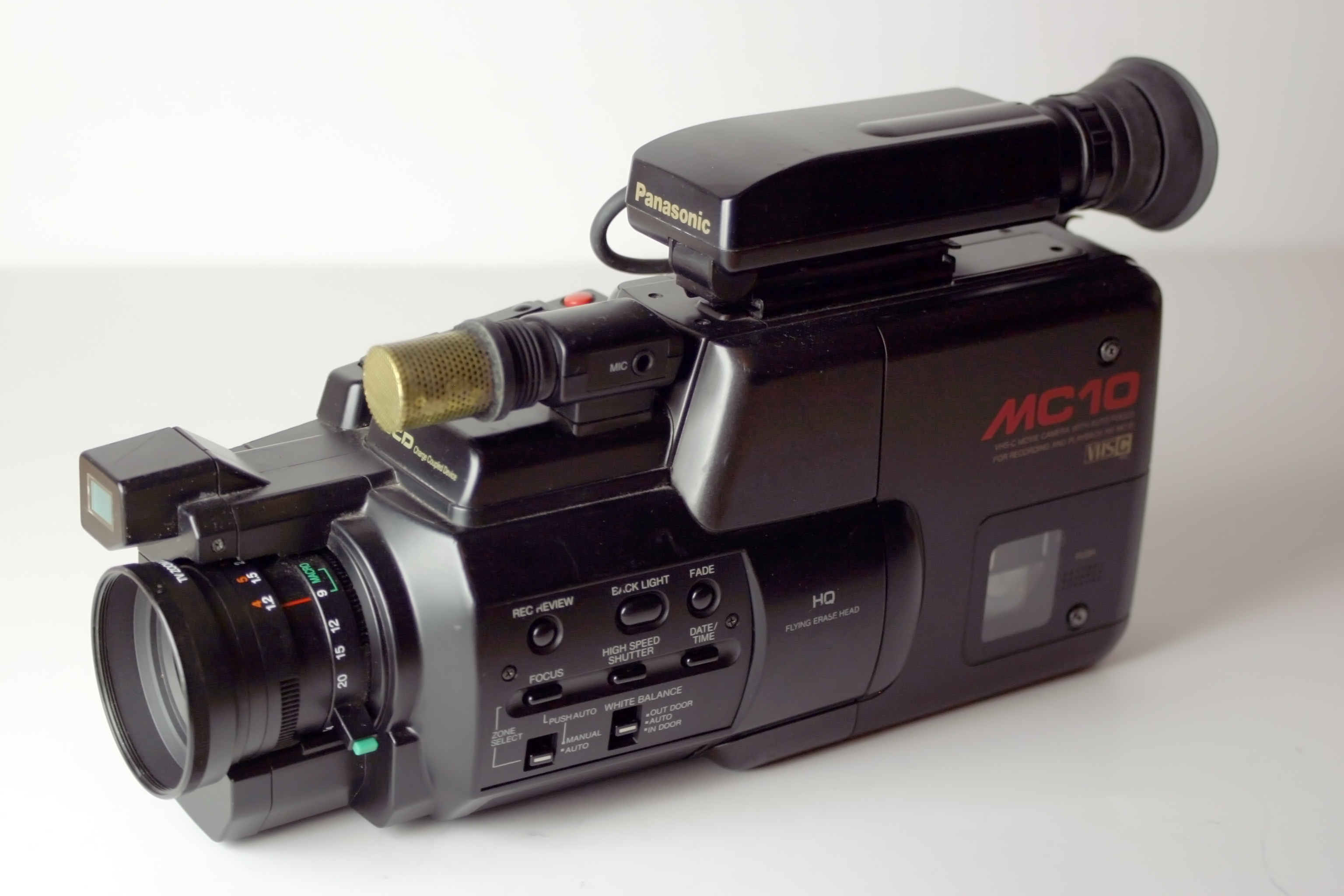
Panasonic MC-10

As gravações em fitas magnéticas foram de grande importância para a indústria televisiva nos anos 50. Vinte anos depois, esse tipo de gravação por meio dos video tapes recorders (VTRs) deixavam de utilizadas apenas por ambientes profissionais e começaram a ser usadas de forma caseira. E com essa chegada do home video, os negócios de televisão e filmes foram afetados.
No início dos anos 70, uma equipe para desenvolver um VTR direcionado ao uso caseiro foi montada por dois engenheiros da JVC (Victor Company of Japan), Yuma Shiraishi e Shizuo Takano.
O sistema deve ser compatível com qualquer aparelho de televisão comum.
A qualidade de imagem deve ser similar ao de uma imagem transmitida ao-vivo para as televisões.
A fita deve conter a capacidade de gravação de pelo menos duas horas.
As fitas devem ser intercambiáveis entre máquinas.
O sistema em geral deve ser versátil, significando que pode ser dimensionado ou expansível, tendo a possibilidade de ser conectado a uma câmera ou entre dois gravadores.
Os gravadores devem ser acessíveis, fáceis de operar, e possuírem uma manutenção acessível - de baixo custo.
A possibilidade dos gravadores serem produzidos em grande quantidade, suas peças devem ser intercambiáveis, e eles devem ser fáceis de serem operados.
Intitulado de "VHS Development Matrix", esses foram os doze objetivos do diagrama interno estabelecidos pela JVC para seu novo VTR, e apesar de a JVC ter reduzido seus orçamentos e deixado de lado o VHS em 1972, Takano e Shiraishi continuaram a trabalhar no projeto em segredo e em 1973 conseguiram desenvolver um protótipo funcional. 

## Guerra do formato de videocassete
Em 1974, o Ministério do Comércio e da Indústria Internacional japonês estava tentando forçar a indústria japonesa de vídeo a padronizar um único formato de gravação caseira, sendo assim, foi persuadido pela Sony para adotar o seu formato Betamax. Para evitar que a MCII adotasse o Betamax, a JVC, que acreditava que um padrão aberto, com o formato compartilhado com a maioria dos competidores sem o licenciamento da tecnologia, era melhor para o consumidor, procurou convencer outras companhias, em particular, a Matsushita, a aceitar o VHS, para competirem contra a Sony e o MCII. Essa colaboração entre a JVC e a Matsushita conseguiu persuadir outras empresas, como a Hitachi, Mitsubishi e a Sharp a colaborar com o padrão VHS. O lançamento do primeiro videocassete de fitas Betamax lançado no mercado japonês em 1975 colocou mais pressão na MCII, mas a colaboração da JVC com seus afiliados foi muito maior, e fez com que a MCII assinalasse um padrão para a indústria.

### SUPER-VHS

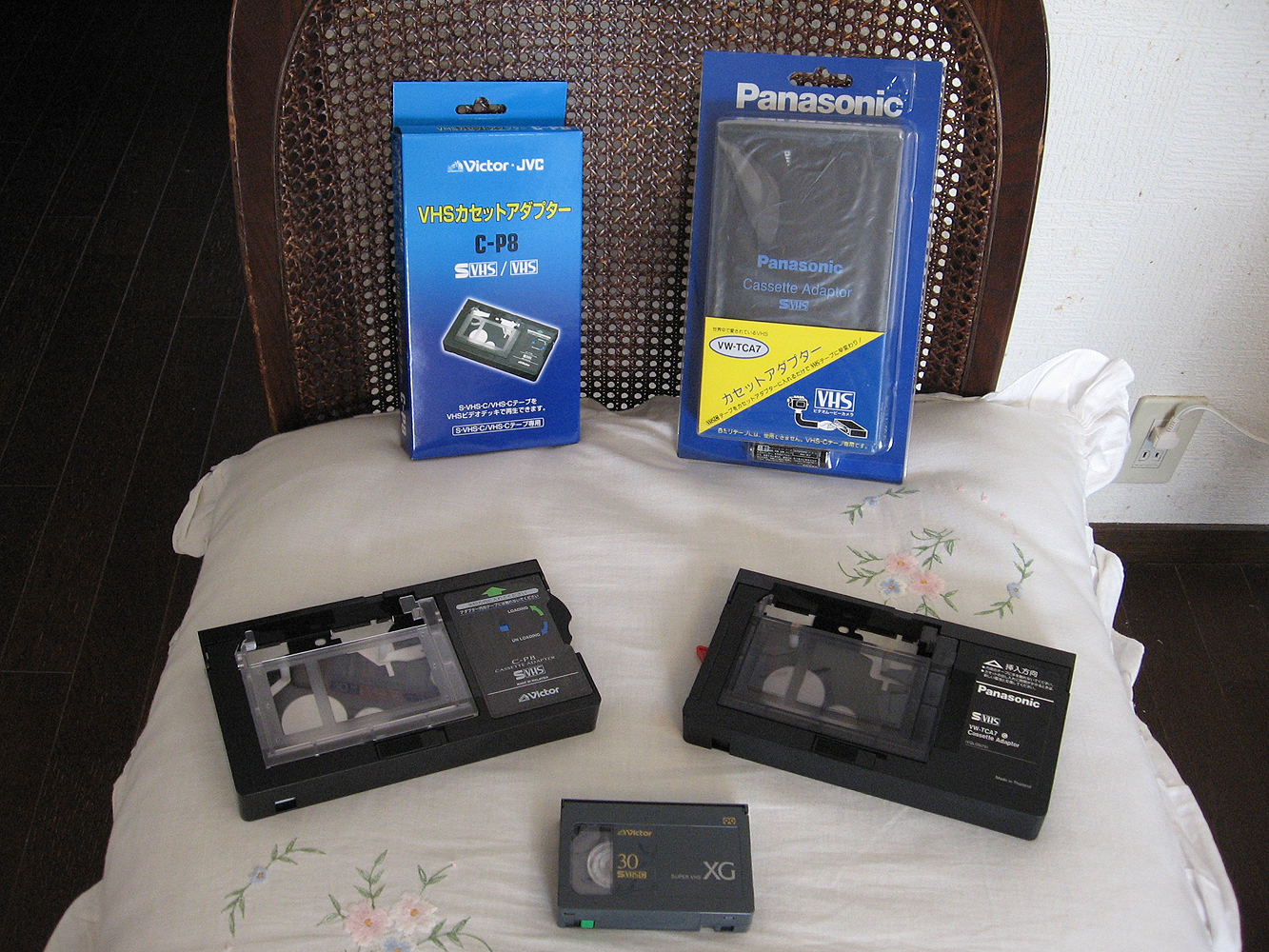
Super-VHS-Compact

O VHS teve várias versões, a mais notável foi o Super-VHS, que melhorou a resolução da iluminação horizontal para 400 linhas (contra 250 para o VHS). No mercado de uso domético, teve pouco impacto, mas ganhou atenção no mercado de câmeras (camcorders), devido sua qualidade superior.

### Declínio
O início do declínio do mercado de VHS foi provocado pela entrada do formado DVD no mercado americano em 1997. Diversos varejistas nos EUA e na Europa anunciaram que parariam de vender os equipamentos de VHS em 2004, 2005 e 2006. Apesar da descontinuação do VHS nos Estados Unidos, os gravadores de VHS e as fitas virgens continuam a ser vendidas em lojas de outros países. Sabendo o uso contínuo do VHS, a Panasonic anunciou o primeiro leitor a tocar VHS e Blu-ray simultâneos, em 2009.

## DSLR

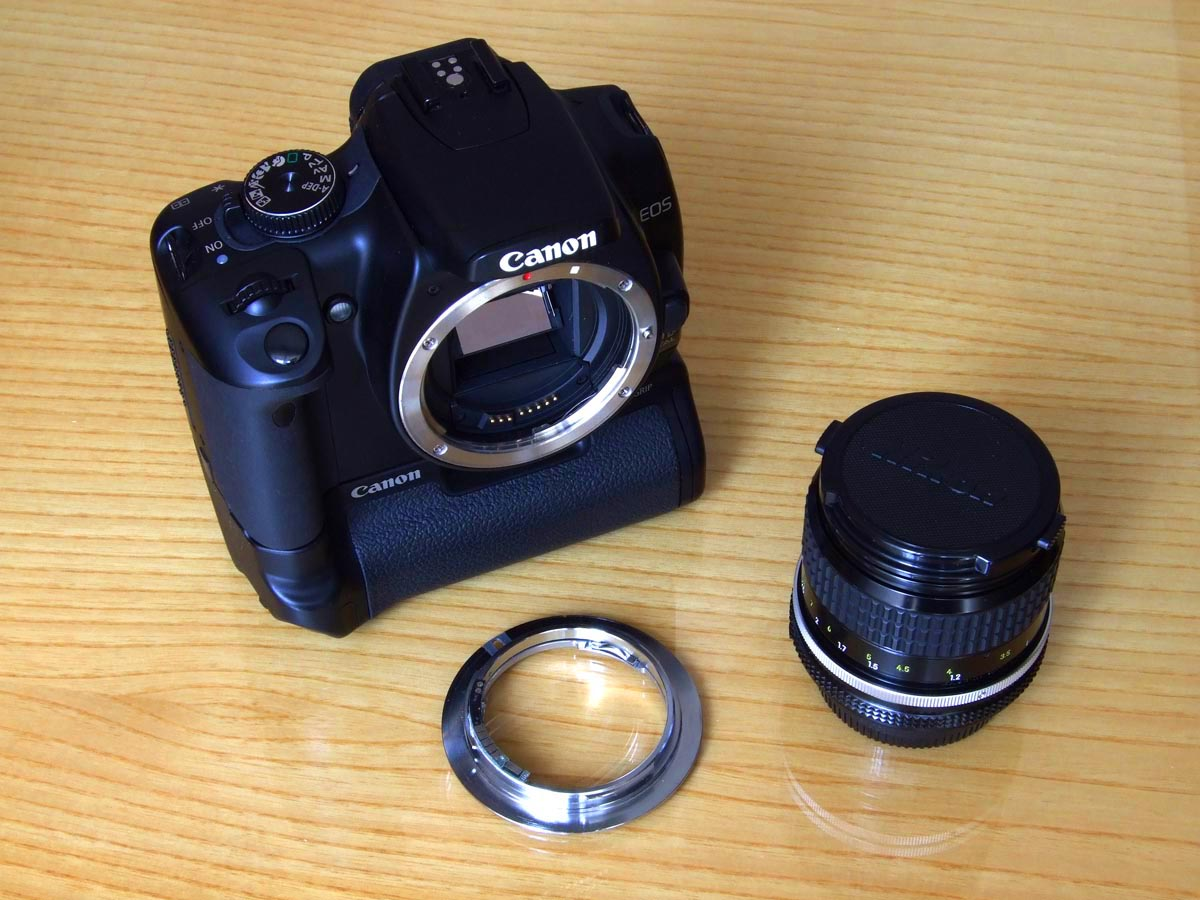
Canon 400d

A DSLR (Digital single-lens reflex) é uma Câmera digital que utiliza um sistema de espelho e e um pentaprisma para direcionar a luz para o visor óptico o Viewfinder.
A Princípio a DSLR era apenas uma câmera fotográfica, não fazia vídeos, o espelho vai refletir a luz vinda através da objetiva, para cima, em um ângulo de 90 graus, a luz então é refletida três vezes pelo topo do pentaprisma, aparecendo no visor óptico.
Todas as câmeras DSLRs trocam de objetiva (conjunto de lentes).
As DSLRs entraram no mercado do vídeo com a D90, da Nikon, uma câmera com sensor CMOS de 12 MP, daí pra cá, aos poucos as DSLRs estão tomando o mercado por produzir uma qualidade de vídeo muito boa, ser mais leve e possui preços mais baixos do que as tradicionais filmadoras.
Para os que ainda duvidam da qualidade das DSLRs para o vídeo, podemos citar o exemplo do filme "Like Crazy" de Drake Doremus, que foi gravado inteiramente com DSLRs, chegando até a ganhar alguns prêmios mundiais.

## Mirrorless
As câmeras Mirrorless, do inglês "sem espelho", diferente das câmeras DSLRs, não possuem espelhos, por essa questão são menores e mais leves ainda, para leigos, chegando até a se passar por uma câmera compacta, o vídeo que a Mirrorless consegue captar pode resultar em uma melhor qualidade, pois elas não possuem o espelho, sendo assim, o foco automático da Câmera não é prejudicado. 
As Mirrorless não possuem um visor óptico como as DSLRs, o visor da Mirrorless é totalmente digital.
Os movimentos são registrados tirando-se sucessivamente centenas (ou até milhares) de fotografias (quadros) da cena com grande rapidez (usualmente 30 por segundo[carece de fontes?]). Durante a exibição, a imagem aparenta mover-se pois as fotos são exibidas mais rápido do que o olho humano é capaz de notar[carece de fontes?]. Diferentes taxas de quadros-por-segundo (freqüências) são utilizadas de acordo com a tecnologia empregada e a finalidade da filmagem. Câmeras de alta frequência (ex.: 1000 quadros por segundo) registram minuciosamente acontecimentos velozes (como disparos de armas de fogo), enquanto câmeras de baixa frequência podem ser usadas para a filmagem de nuvens ou do crescimento de vegetais.
No cinema, câmeras velozes (de muitos quadros por segundo) são utilizadas para gravar vídeos cujas frequências são reduzidas na pós-produção, gerando o famoso efeito de câmera lenta, sem que a imagem se mova "aos trancos" (como aconteceria se a filmagem não tivesse sido feita em alta frequência).
A evolução dos equipamentos eletrônicos fabricados em larga escala tornou a câmera de vídeo (ou câmera filmadora) um grande atrativo tecnológico, barateando substancialmente seu valor[carece de fontes?]. Hoje encontram-se vários tipos de mecanismos com preços competitivos, possuindo inclusive câmaras fotográficas que gravam e câmaras filmadoras que fotografam[carece de fontes?]. Isso sem contar as webcams, dispositivos que, ligados a algum tipo de processador (como computadores pessoais), conseguem fazer a captura de imagens como uma câmara de vídeo e transmiti-la via Internet.
Como parte dessa evolução tecnológica, é importante notar o advento das microcâmeras. Essas pequenas engenhocas, utilizadas como câmeras escondidas, são empregadas em situações como espionagem, matérias de jornalismo investigativo e, também, flagrantes usados em quadros de humor de programas de auditório[carece de fontes?].